# Aigars Apinis
Aigars Apinis (9. juni 1973 i Aizkraukle i Lettiske SSR) er en lettisk atlet i F52-klassen, hvilket betyder, at han har begrænsede fingerbevægelser og ingen krops- eller benfunktioner. Han begyndte at praktisere i 1998, men allerede ved Sommer-Paralympiske Lege i 2000 vandt han to bronzemedaljer – én i diskoskast og én i kuglestød. Under Sommer-Paralympiske Lege i 2004 blev han olympisk mester i diskoskast og blev fjerde i kuglestød.
I efteråret 2010 skabte Apinis genlyd i samfundet ved at erklære, at han var klar til at sælge sin bronze medalje fra Sommer-PL i 2000 – Letlands første paralympiske medalje i nogensinde – i en auktion, for at tilføre Letlands Paralympiske Komité økonomiske midler, der kunne muliggøre en lettisk delegation ved handicap-VM i atletik i 2011. Ved handicap-VM i atletik i 2011, der afholdtes af den Internationale Paralympiske Komité i Christchurch i New Zealand, vandt Apinis den 24. januar 2011 en guldmedalje i kuglestød i F52/53-klassen, samtidig med at han satte ny verdensrekord for klassen. Den 27. januar 2011 vandt Apinis også en guldmedalje i diskoskast i F51/52/53-klassen.
Aigars Apinis er siden den 14. oktober 2008 Officer af Trestjerneordenen, en orden han fik overrakt af Letlands præsident Valdis Zatlers på Riga Slot den 11. november 2008.